# Funtley
Funtley – wieś w Anglii, w hrabstwie Hampshire, w dystrykcie Fareham. Leży 25 km na południowy wschód od miasta Winchester i 104 km na południowy zachód od Londynu.